# Kuzicus megaterminatus
Kuzicus megaterminatus är en insektsart som beskrevs av Sigfrid Ingrisch och Shishodia 1998. Kuzicus megaterminatus ingår i släktet Kuzicus och familjen vårtbitare. Inga underarter finns listade i Catalogue of Life.